# Населення Домініканської Республіки
Населення Домініканської Республіки. Чисельність населення країни 2015 року становила 10,478 млн осіб (87-ме місце у світі). Чисельність домініканців стабільно збільшується, народжуваність 2015 року становила 18,73 ‰ (93-тє місце у світі), смертність — 4,55 ‰ (201-ше місце у світі), природний приріст — 1,23 % (96-те місце у світі) . 

## Природний рух

### Відтворення
Народжуваність у Домініканській Республіці, станом на 2015 рік, дорівнює 18,73 ‰ (93-тє місце у світі). Коефіцієнт потенційної народжуваності 2015 року становив 2,33 дитини на одну жінку (89-те місце у світі). Рівень застосування контрацепції 73 % (станом на 2010 рік). Середній вік матері при народженні першої дитини становив 21,3 року, медіанний вік для жінок — 25—29 років (оцінка на 2013 рік).
Смертність у Домініканській Республіці 2015 року становила 4,55 ‰ (201-ше місце у світі).
Природний приріст населення в країні 2015 року становив 1,23 % (96-те місце у світі).

### Вікова структура

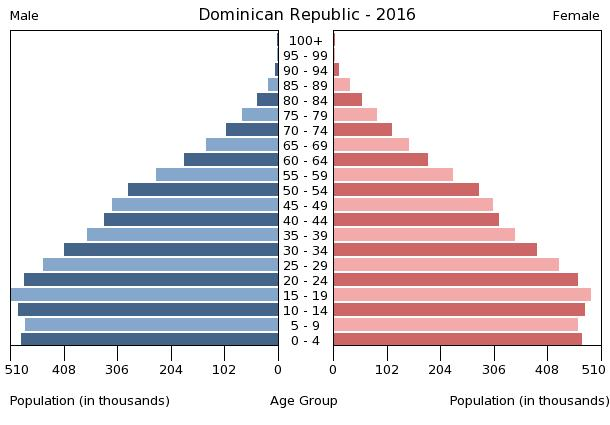
Віково-статева піраміда населення Домініканської Республіки, 2016 рік

Середній вік населення Домініканської Республіки становить 27,8 року (136-те місце у світі): для чоловіків — 27,6, для жінок — 28 років. Очікувана середня тривалість життя 2015 року становила 77,97 року (63-тє місце у світі), для чоловіків — 75,76 року, для жінок — 80,28 року.
Вікова структура населення Домініканської Республіки, станом на 2015 рік, виглядає таким чином:
- діти віком до 14 років — 27,53 % (1 467 374 чоловіки, 1 416 998 жінок);
- молодь віком 15—24 роки — 18,39 % (982 191 чоловік, 945 087 жінок);
- дорослі віком 25—54 роки — 39,41 % (2 113 028 чоловіків, 2 016 733 жінки);
- особи передпохилого віку (55—64 роки) — 7,44 % (392 230 чоловіків, 387 051 жінка);
- особи похилого віку (65 років і старіші) — 7,23 % (349 983 чоловіки, 408 080 жінок)[1].

### Шлюбність— розлучуваність
Коефіцієнт шлюбності, тобто кількість шлюбів на 1 тис. осіб за календарний рік, дорівнює 4,4; коефіцієнт розлучуваності — 1,8; індекс розлучуваності, тобто відношення шлюбів до розлучень за календарний рік — 41 (дані за 2010 рік).

## Розселення
Густота населення країни 2015 року становила 217,9 особи/км² (60-те місце у світі). Найбільш населені прибережні райони, особливо на південних прибережних рівнинах і в долині Чибао, де густота населення найвища; існують невеликі скупчення у Центральній Кордильєрі.

### Урбанізація
Домініканська Республіка високоурбанізована країна. Рівень урбанізованості становить 79 % населення країни (станом на 2015 рік), темпи зростання частки міського населення — 2,6 % (оцінка тренду за 2010—2015 роки).
Головні міста держави: Санто-Домінго (столиця) — 2,945 млн осіб (дані за 2015 рік).

### Міграції
Річний рівень еміграції 2015 року становив 1,91 ‰ (164-те місце у світі). Цей показник не враховує різниці між законними і незаконними мігрантами, між біженцями, трудовими мігрантами та іншими.

#### Біженці й вимушені переселенці
У країні перебуває 133,77 тис. осіб без громадянства. У вересні 2013 року Конституційний суд власним рішенням скасував громадянство для тих осіб, хто народився після 1929 року, іммігрував до країни з Гаїті в 1940-х роках і не мав належних документів. Це рішення суперечило Конституції 2010 року, що не передбачає застосування законів заднім числом.
Домініканська Республіка є членом Міжнародної організації з міграції (IOM).

## Расово-етнічний склад
| Етнічний склад (2015 рік) | Етнічний склад (2015 рік) | Етнічний склад (2015 рік) | Етнічний склад (2015 рік) | Етнічний склад (2015 рік) |
| ------------------------- | ------------------------- | ------------------------- | ------------------------- | ------------------------- |
| Етнос:                    |                           |                           | Відсоток:                 |                           |
| мішаного походження       | мішаного походження       |                           | 73%                       | 73%                       |
| білі                      | білі                      |                           | 16%                       | 16%                       |
| темношкірі                | темношкірі                |                           | 11%                       | 11%                       |

Головні етноси країни: мішаного походження — 73 %, білі — 16 %, темношкірі — 11 %.

## Мови
| Мови Домініканської Республіки (2015 рік) | Мови Домініканської Республіки (2015 рік) | Мови Домініканської Республіки (2015 рік) | Мови Домініканської Республіки (2015 рік) | Мови Домініканської Республіки (2015 рік) |
| ----------------------------------------- | ----------------------------------------- | ----------------------------------------- | ----------------------------------------- | ----------------------------------------- |
| Мова:                                     |                                           |                                           | Відсоток:                                 |                                           |
| іспанська                                 | іспанська                                 |                                           | 100%                                      | 100%                                      |

Офіційна мова: іспанська.

## Релігії
| Релігії в Домініканській Республіці (2015 рік) | Релігії в Домініканській Республіці (2015 рік) | Релігії в Домініканській Республіці (2015 рік) | Релігії в Домініканській Республіці (2015 рік) | Релігії в Домініканській Республіці (2015 рік) |
| ---------------------------------------------- | ---------------------------------------------- | ---------------------------------------------- | ---------------------------------------------- | ---------------------------------------------- |
| Віросповідання:                                |                                                |                                                | Відсоток:                                      |                                                |
| католики                                       | католики                                       |                                                | 95%                                            | 95%                                            |
| інші                                           | інші                                           |                                                | 5%                                             | 5%                                             |

Головні релігії й вірування, які сповідує, і конфесії та церковні організації, до яких відносить себе населення країни: римо-католицтво — 95 %, інші — 5 % (станом на 2015 рік).

## Освіта
Рівень письменності 2015 року становив 91,8 % дорослого населення (віком від 15 років): 91,2 % — серед чоловіків, 92,3 % — серед жінок.
Державні витрати на освіту становлять 2,1 % ВВП країни, станом на 2007 рік (163-тє місце у світі). Середня тривалість освіти становить 13 років, для хлопців — до 13 років, для дівчат — до 14 років (станом на 2014 рік).

## Охорона здоров'я
Забезпеченість лікарями в країні на рівні 1,49 лікаря на 1000 мешканців (станом на 2011 рік). Забезпеченість лікарняними ліжками в стаціонарах — 1,7 ліжка на 1000 мешканців (станом на 2011 рік). Загальні витрати на охорону здоров'я 2014 року становили 4,4 % ВВП країни (130-те місце у світі).
Смертність немовлят до 1 року, станом на 2015 рік, становила 18,84 ‰ (94-те місце у світі); хлопчиків — 20,75 ‰, дівчаток — 16,86 ‰. Рівень материнської смертності 2015 року становив 92 випадків на 100 тис. народжень (62-ге місце у світі).
Домініканська Республіка входить до складу ряду міжнародних організацій: Міжнародного руху (ICRM) і Міжнародної федерації товариств Червоного Хреста і Червоного Півмісяця (IFRCS), Дитячого фонду ООН (UNISEF), Всесвітньої організації охорони здоров'я (WHO).

### Захворювання
Потенційний рівень зараження інфекційними хворобами в країні високий. Найпоширеніші інфекційні захворювання: діарея, гепатит А, черевний тиф, гарячка денге. Станом на серпень 2016 року в країні були зареєстровані випадки зараження вірусом Зіка через укуси комарів Aedes, переливання крові, статевим шляхом, під час вагітності.
2014 року зареєстровано 69,3 тис. хворих на СНІД (52-ге місце у світі), це 1,04 % населення в репродуктивному віці 15—49 років (45-те місце у світі). Смертність 2014 року від цієї хвороби становила 3,1 тис. осіб (44-те місце у світі).
Частка дорослого населення з високим індексом маси тіла 2014 року становила 23 % (90-те місце у світі); частка дітей віком до 5 років зі зниженою масою тіла становила 4 % (оцінка на 2013 рік). Ця статистика показує як власне стан харчування, так і наявну/гіпотетичну поширеність різних захворювань.

### Санітарія
Доступ до облаштованих джерел питної води 2015 року мало 85,4 % населення в містах і 81,9 % в сільській місцевості; загалом 84,7 % населення країни. Відсоток забезпеченості населення доступом до облаштованого водовідведення (каналізація, септик): в містах — 86,2 %, в сільській місцевості — 75,7 %, загалом по країні — 84 % (станом на 2015 рік). Споживання прісної води, станом на 2005 рік, дорівнює 5,47 км³ на рік, або 574,2 тонни на одного мешканця на рік: з яких 26 % припадає на побутові, 1 % — на промислові, 72 % — на сільськогосподарські потреби.

## Соціально-економічне становище
Співвідношення осіб, що в економічному плані залежать від інших, до осіб працездатного віку (15—64 роки) загалом становить 57,8 % (станом на 2015 рік): частка дітей — 47,3 %; частка осіб похилого віку — 10,5 %, або 9,5 потенційно працездатного на 1 пенсіонера. Загалом ці показники характеризують рівень потреби державної допомоги в секторах освіти, охорони здоров'я і пенсійного забезпечення, відповідно. За межею бідності 2013 року перебувало 41,1 % населення країни. Розподіл доходів домогосподарств у країні виглядає таким чином: нижній дециль — 1,9 %, верхній дециль — 37,4 % (станом на 2013 рік).
Станом на 2013 рік, у країні 300 тис. осіб не має доступу до електромереж; 98 % населення має доступ, в містах цей показник дорівнює 99 %, у сільській місцевості — 97 %. Рівень проникнення інтернет-технологій середній. Станом на липень 2015 року в країні налічувалось 5,442 млн унікальних інтернет-користувачів (69-те місце у світі), що становило 51,9 % загальної кількості населення країни.

### Трудові ресурси
Загальні трудові ресурси 2015 року становили 4,93 млн осіб (85-те місце у світі). Зайнятість економічно активного населення у господарстві країни розподіляється таким чином: аграрне, лісове і рибне господарства — 14,4 %; промисловість і будівництво — 20,8 %; сфера послуг — 64,7 % (станом на 2014 рік). Безробіття 2015 року дорівнювало 14 % працездатного населення, 2014 року — 14,5 % (148-ме місце у світі); серед молоді у віці 15—24 років ця частка становила 31,4 %, серед юнаків — 22,2 %, серед дівчат — 46,7 % (26-те місце у світі).

## Кримінал

### Наркотики

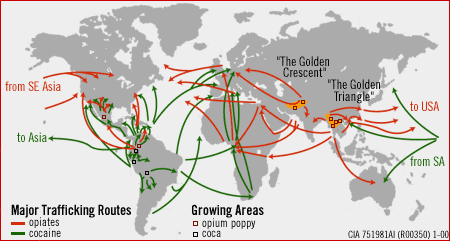
Світові маршрути наркотрафіку

Перевалочний пункт для південнамериканських наркотиків, що прямують до США і Європи; перевалочний пункт для екстазі з Нідерландів і Бельгії до Канади й США; суттєве відмивання грошей колумбійськими картелями; значне споживання амфетамінів (оцінка ситуації 2008 року).

### Торгівля людьми
Згідно зі щорічною доповіддю про торгівлю людьми (англ. Trafficking in Persons Report) Управління з моніторингу та боротьби з торгівлею людьми Державного департаменту США, уряд Домініканської Республіки докладає значних зусиль у боротьбі з явищем примусової праці, сексуальної експлуатації, незаконною торгівлею внутрішніми органами, але законодавство відповідає мінімальним вимогам американського закону 2000 року щодо захисту жертв (англ. Trafficking Victims Protection Act’s) не повною мірою, країна перебуває у списку другого рівня.

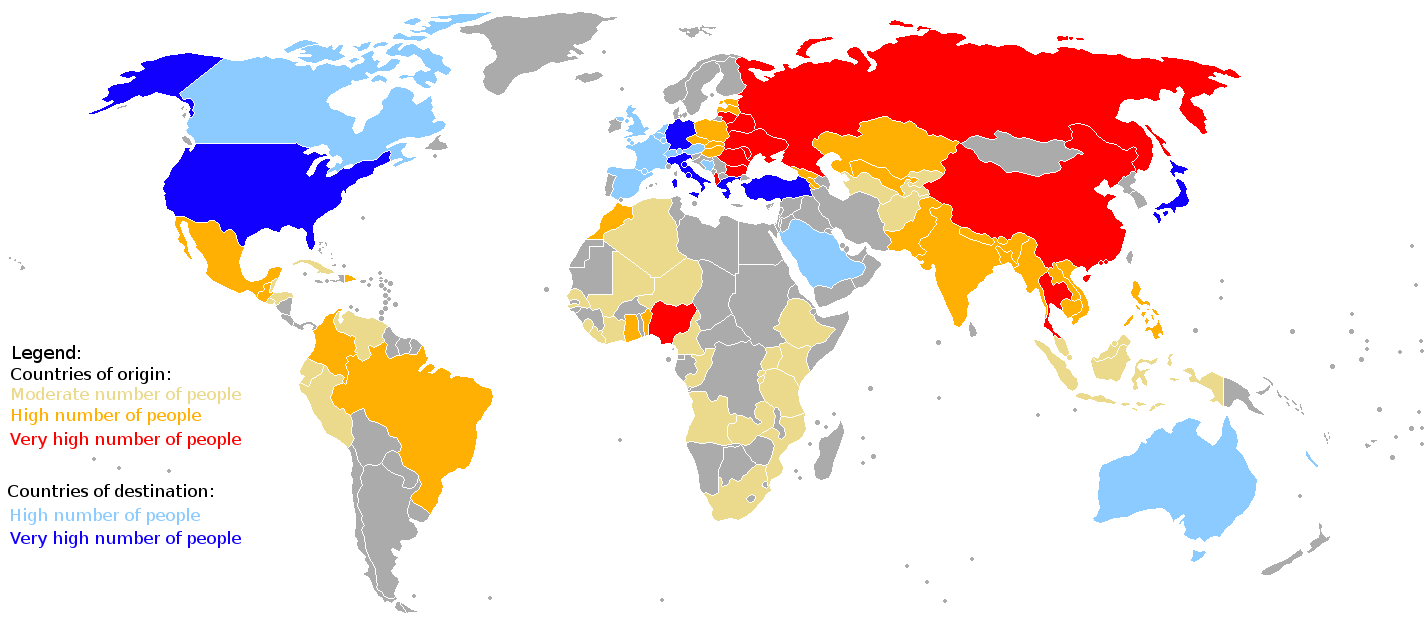
Країни-донори (червоний) і країни-реципієнти кримінальних потоків  (англ.)
Глобальна боротьба з торгівлею людьми (англ.)

## Гендерний стан
Статеве співвідношення (оцінка 2015 року):
- при народженні — 1,04 особи чоловічої статі на 1 особу жіночої;
- у віці до 14 років — 1,04 особи чоловічої статі на 1 особу жіночої;
- у віці 15—24 років — 1,04 особи чоловічої статі на 1 особу жіночої;
- у віці 25—54 років — 1,05 особи чоловічої статі на 1 особу жіночої;
- у віці 55—64 років — 1,01 особи чоловічої статі на 1 особу жіночої;
- у віці за 64 роки — 0,86 особи чоловічої статі на 1 особу жіночої;
- загалом — 1,03 особи чоловічої статі на 1 особу жіночої[1].

## Демографічні дослідження
Демографічні дослідження в країні ведуться рядом державних і наукових установ:

### Українською
- Атлас. 10—11 клас. Економічна і соціальна географія світу / упорядники :  О. Я. Скуратович, Н. І. Чанцева. — К. : ДНВП «Картографія», 2010. — ISBN 978-966-475-639-3.
- Атлас світу / голов. ред. І. С. Руденко ; зав. ред. В. В. Радченко ; відп. ред. О. В. Вакуленко. — К. : ДНВП «Картографія», 2005. — 336 с. — ISBN 9666315467.
- Безуглий В. В. Економічна і соціальна географія зарубіжних країн : Навчальний посібник. — К. : ВЦ «Академія», 2007. — 704 с. — ISBN 978-966-580-239-6.
- Безуглий В. В., Козинець С. В. Регіональна економічна і соціальна географія світу : Навчальний посібник. — видання 2-ге, доп., перероб. — К. : ВЦ «Академія», 2007. — 688 с. — ISBN 966-580-144-9.
- Головченко В. І., Кравчук О. Країнознавство: Азія, Африка, Латинська Америка, Австралія і Океанія. — К., 2006. — 335 с. — ISBN 966-8939-04-2.
- Гудзеляк І. І. Географія населення: Навчальний посібник / І. Гудзеляк. — Л. : Видавничий центр ЛНУ імені Івана Франка, 2008. — 232 с. — ISBN 978-966-613-599-8.
- Дахно І. І. Країни світу: Енциклопедичний довідник / І. І. Дахно, С. М. Тимофієв. — К. : Мапа, 2011. — 606 с. — (Бібліотека нового українця) — ISBN 978-966-8804-23-6.
- Дахно І. І. Економічна географія зарубіжних країн : навчальний посібник. — К. : Центр учбової літератури, 2014. — 319 с. — ISBN 978-611-01-0682-5.
- Джаман В. О. Регіональні системи розселення: демографічні аспекти. — Чернівці : Рута, 2003. — 392 с. — ISBN 9665685988.
- Дорошенко Л. С. Демографія: Навчальний посібник. — К. : МАУП, 2005. — 112 с. — ISBN 966-608-442-2.
- Дубович І. А. Країнознавчий словник-довідник. — 5-те вид., перероб. і доп. — К. : Знання, 2008. — 839 с. — ISBN 978-966-346-330-8.
- Економічна і соціальна географія країн світу. Навчальний посібник / За ред. Кузика С. П. — Л. : Світ, 2002. — 672 с. — ISBN 966-603-178-7.
- Загальна медична географія світу / В. О. Шевченко [та ін.] — К. : [б.в.], 1998. — 178 с.
- Книш М. М., Мамчур О. І. Регіональна економічна і соціальна географія світу (Латинська Америка та Карибські країни, Африка, Азія, Океанія) : навч. посіб. — Л. : ЛНУ ім. Івана Франка, 2013. — 368 с. — ISBN 978-617-10-0007-0.
- Крисаченко В. С. Динаміка населення: Популяційні, етнічні та глобальні виміри. — К. : Видавництво Національного інституту стратегічних досліджень, 2005. — 368 с. — ISBN 966-554-083-1.
- Кузик С. П., Книш М. М. Економічна і соціальна географія країн Америки : навч. посіб. — Л. : ЛНУ ім. Івана Франка, 1999. — 299 с. — ISBN 966-613-026-2.
- Любіцева О. О., Мезенцев К. В., Павлов С. В. Географія релігій. — К. : АртЕК, 1999. — 504 с. — ISBN 966-505-006-0.
- Масляк П. О. Країнознавство. — К. : Знання, 2007. — 292 с. — (Вища освіта XXI століття)
- Масляк П. О., Дахно І. І. Економічна і соціальна географія світу / П. О. Масляк, І. І. Дахно ; за ред. П. О. Масляка. — К. : Вежа, 2003. — 280 с. — ISBN 966-7091-53-8.

### Російською
- (рос.) Доминиканская Республика // Демографический энциклопедический словарь / главн. ред. Валентей Д. И. — М. : Советская энциклопедия, 1985. — 608 с.
- (рос.) Доминиканская Республика // Латинская Америка. Энциклопедический справочник [в 2-х тт.] / Главный редактор В. В. Вольский. — М. : Советская энциклопедия, 1979. — Т. 1. А-К. — 576 с.
- (рос.) Доминиканская Республика // Страны и народы. Америка. Общий обзор Латинской Америки. Средняя Америка / Редкол. : отв. ред. В. В. Вольский, Я. Г. Машбиц и др. — М. : «Мысль», 1981. — 333 с. — (Страны и народы) — 180 тис. прим.
- (рос.) Атлас народов мира / Отв. ред. С. И. Брук и В. С. Апенченко. — М. : ГУГК ГГК СССР и Институт этнографии им. Н. Н. Миклухо-Маклая АН СССР, 1964. — 185 с. — 20 тис. прим.
- (рос.) Численность и расселение народов мира. Этнографические очерки / под ред. С. И. Брука. — М. : Издательство АН СССР, 1962. — 487 с.
- (рос.) Лаппо Г. М. География городов: Учебное пособие для географических факультетов вузов. — М. : Туманит, изд. центр ВЛАДОС, 1997. — 476 с. — ISBN 5-691-00047-0.
- (рос.) Ягельский А. География населения. — М. : Прогресс, 1980. — 383 с.